# Csáky Veronika
Csáky Veronika (Pozsony, 1986. március 11.) biológus, archeogenetikus, a Magyar Tudományos Akadémia köztestületének tagja.

## Tudományos munkássága
Molekuláris biológusként végzett 2010-ben a nyitrai Konstantin Filozófus Egyetemen, ugyanott szerzett PhD fokozatot 2016-ban. Doktori tanulmányai alatt kezdett el foglalkozni az archeogenetikával. Elsajátította e tudományterület teljes munkafolyamatát: a csontok laboratóriumi körülmények között történő kivágásától kezdve, a kinyert DNS szekvenciák elemzésén át, a kapott eredmények statisztikai feldolgozásáig. 
2016 óta dolgozik tudományos munkatársként az Archeogenomikai Intézetben, szakterülete az eredmények feldolgozása, kiértékelése, populációgenetikai elemzése és értelmezése. Bekapcsolódott a Lendület program projektjeibe.
Nagy részt vállalt a 7. századi avar temetők emberi maradványainak genetikai elemzésében, eredményei lényegesen befolyásolták a Kárpát-medencei avarok történetéről kialakult képet.
A Google Scholar felületen szereplő publikációinak listája 20 tételt tartalmaz.

## Kapcsolódó szócikk
- Egy eltűnt nép nyomában